# Overhangzetel
Een overhangzetel, ook wel overschotzetel of overhangmandaat genoemd, is een zetel die ontstaat wanneer een partij binnen kiesdistricten meer directe districtszetels behaalt dan het aantal zetels waarop zij volgens de evenredige verdeling van stemmen (op nationaal en/of regionaal niveau) recht heeft.

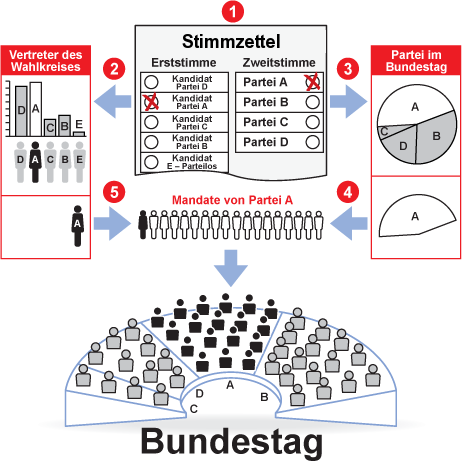
Verkiezingen voor de Duitse Bondsdag: de kandidaten die een kiesdistrict winnen hebben niet altijd recht op een zetel. Behaalt een partij meer zetels via de Erststimme (districtszetel) dan via de Zweitstimme (nationale partijlijst), dan ontstaan er overhangzetels.

De methode van dubbelevenredige zetelverdeling voorkomt het ontstaat van overhangzetels omdat de nationale verkiezingsuitslag leidend is bij het verdelen van districtszetels over kiesdistricten. Daarnaast kan compensatie door vereffeningszetels bijdragen aan een verminderde kans op overhangzetels.

## Hoe overhangzetels ontstaan

### Overzicht
Bij de verkiezingen in het gecombineerde systeem heeft de kiezer als het ware twee stemmen: de ene wordt gebruikt om de kandidaat aan te duiden die het kiesdistrict zal vertegenwoordigen, de tweede wordt gebruikt om de relatieve sterkte van de partijen in de volksvertegenwoordiging te bepalen. Hierbij kan, om verschillende redenen, de situatie ontstaan dat een partij, in vergelijking tot haar procentueel stemmenaantal, 'te veel' districten wint, en dus 'te veel' direct verkozen vertegenwoordigers heeft.
Voorbeeld: Bij de verkiezingen in een bepaald land staan a priori 10 zetels ter beschikking. 5 zetels worden direct verkozen in 5 kiesdistricten via de eerste kiesstem, en de tien zetels worden proportioneel verdeeld via de tweede stem. Leden van partij A winnen de rechtstreekse verkiezing in 4 districten, maar in de totaliteit haalt partij A maar 30% van de tweede stemmen. Partij A zou dus maar recht zou hebben op 3 van de tien zetels, maar heeft 4 rechtstreeks verkozenen. Er is dus 1 overhangzetel.

### Mechanismen die het aantal overhangzetels bevorderen
Het fundamentele mechanisme is dat een partij een lager percentage aan proportionele stemmen krijgt dan het percentage aan directe zetels dat ze wint. Alle andere fenomenen bevorderen overhangzetels slechts in zoverre ze het fundamentele mechanisme bevorderen.
1. Veel kleine en weinig grote partijen: Bij een verkiezing treden veel relatief kleine partijen aan, die samen een groot deel van de stemmen, en dus een groot deel van de volgens proportionaliteit te verdelen zetels naar zich toe trekken, maar er niet in slagen hun kandidaten in de kiesdistricten te doen verkiezen. Een klein aantal relatief grote partijen wint de kiesdistricten. Voorbeeld: 10 partijen treden aan, partij A haalt ongeveer 37% van de stemmen, de negen andere elk 7%. De helft van de zetels wordt rechtstreeks verkozen. Partij A wint alle districten, dus 50% van de zetels, maar heeft maar 'recht' op 37%.
2. Grote verschillen in kiesdistrictgrootte: Een groot aantal districten met relatief weinig kiezers (voorbeeld: landelijke gebieden) en een klein aantal grote districten (voorbeeld: stad) kunnen het gewicht van de rechtstreekse verkiezing buitenproportioneel doen toenemen. Voorbeeld: In 4 kleine districten met 15000 kiezers haalt partij A 40% van de stemmen, partij B 35%, en partij C 25%. Partij A wint de 4 districtszetels. In het 5de, grote district met 40000 kiezers haalt partij A maar 10%, partij B haalt 60% en de districtszetel, en partij C 30%. Van de 10 te verdelen zetels wint partij A 4 rechtstreekse zetels (=40% van de zetels), maar heeft maar 28% van het aantal proportionele stemmen.
3. Partijen met regionale betekenis: Partijen met een sterk regionaal karakter kunnen soms een groot aantal kiesdistricten winnen, zonder echter een groot aantal proportionele zetels te veroveren.
4. Sterke leidersfiguren. Personen met een hoge sympathiefactor worden rechtstreeks verkozen, maar de partij waartoe ze behoren, krijgt duidelijk minder stemmen. Hierbij kan het ook om partijloze kandidaten gaan.
5. Hoog aantal 'rechtstreekse' zetels in verhouding tot het totale aantal zetels: Hoe groter het aantal direct verkozenen is in verhouding tot het totale aantal zetels, hoe groter de kans wordt dat er overhangzetels ontstaan.
6. Schijnpartijen: Partijen richten bewust een nieuwe partij op en plaatsen hierop kandidaten die een grote kans maken de rechtstreekse verkiezing te winnen (zie sterke leidersfiguren). De nieuwe partij neemt niet deel aan de proportionele verkiezing, waardoor er en veel directe en veel proportionele zetels gewonnen worden.

## Omgang met overhangzetels
Principieel kan op vier verschillende wijzen met het fenomeen overhangzetel omgegaan worden.
De volgende mogelijkheden bestaan:
1. Verhoging van het aantal parlementszetels met het aantal overhangzetels: Deze 'te veel' verkozenen blijven in het parlement, dat met een aantal zetels, de overhangzetels, uitgebreid wordt. Dit systeem wordt onder meer toegepast voor sommige Duitse deelstaten en het parlement van Nieuw-Zeeland. Hierdoor wordt het proportionaliteitsbeginsel aangetast: door de extra zetels is een partij feitelijk oververtegenwoordigd in het parlement. Voorbeeld: in een parlement met 100 zetels wint partij A 40 districten, alhoewel zij maar 30% van de proportionele stemmen krijgt. De partij heeft 10 overhangzetels. Partij B, met 45% van de stemmen, en partij C met 25 % van de stemmen zijn in het parlement respectievelijk met 45 en 25 zetels vertegenwoordigd. Het aantal zetels wordt met 10 verhoogd. Partij A heeft nu 36,6% van de zetels (40/110), partij B 40,9% en partij C 22,7%.
2. Reductie van het aantal proportionele gewonnen zetels: Het aantal parlementszetels wordt constant gehouden, de partijen behouden de rechtstreeks gewonnen zetels, de andere partijen krijgen minder zetels toegewezen. Dit tast het proportionaliteitsbeginsel in nog ruimere mate aan. Dit systeem wordt toegepast voor het Schotse parlement. Voorbeeld: zoals hierboven, maar het aantal zetels blijft 100, en partijen B en C moeten samen 10 zetels afgeven. Partij B krijgt slechts 39 zetels (=39%), partij C slechts 21 zetels.
3. Verhoging van het aantal parlementszetels ter compensatie: Deze 'te veel' verkozenen blijven in het parlement, en het totale aantal parlementszetels wordt zodanig verhoogd dat de andere partijen extra zetels toegewezen krijgen zodat het proportionaliteitsbeginsel gerespecteerd wordt. Dit kan aanleiding geven tot een grote toename van het aantal zetels. Voorbeeld: zoals hierboven, maar het aantal zetels wordt tot 133 verhoogd. Partij A behoudt de 40 zetels (=30,1%), partij B krijgt er nu 60 (=45,1%) en partij C krijgt 33 zetels (=24,8%). Dit systeem wordt sinds 2013 toegepast voor de Duitse bondsdag.
4. Niet toekennen van de overhangzetels: De partij mag de extra zetels niet behouden. Hierbij ontstaat de moeilijkheid te bepalen welke rechtstreekse zetel niet waargenomen mag worden. Het is niet bekend of deze oplossing ergens toegepast wordt. Voorbeeld: als boven, maar partij A zou 10 zetels niet toegewezen krijgen.

Speciale regelingen voor onafhankelijke kandidaten kunnen bestaan.